# Ákos Rózmann
Ákos Rózmann, född 16 juli 1939 i Budapest, död 12 augusti 2005 i Stockholm, var en ungersk-svensk tonsättare och organist.
Mellan 1957 och 1961 studerade Ákos Rózmann komposition för Rezső Sugár vid Béla Bartók-konservatoriet. År 1961 antogs han som elev vid Liszt-akademien, där han studerade komposition för Endre Szervánszky och orgelspel för Sebestyén Pécsi. Därefter arbetade han som lärare i partiturläsning vid Liszts-akademiens lärarhögskola i Szeged. Vid slutet av 1960-talet komponerade han filmmusik för Mafilm. År 1971 publicerades hans Improvvisazione för flöjt och piano hos Editio Musica Budapest.
År 1971 fick han genom ett stipendium möjlighet att resa till Sverige för fortsatta kompositionsstudier för Ingvar Lidholm vid Kungliga Musikhögskolan i Stockholm. Det var här som han kom i kontakt med den elektroakustiska musikens möjligheter, vilket öppnade en ny värld för honom. I Musikhögskolans studio och Elektronmusikstudion (EMS) började han nu experimentera och det första resultatet var Impulsioni 1974, en cykel av korta elektroniska stycken, som två år senare (1976) vann tredje pris vid Concours International de Musique Electroacoustique i Bourges i Frankrike. Hans första uppmärksammade offentliga framträdande som tonsättare var Bilder inför drömmen och döden, som uruppfördes den 9 mars 1978 på Cirkus i Stockholm.
Under 1978 fick han fast anställning som domkyrkoorganist vid Stockholms katolska domkyrka. Samma år började han också arbeta på sitt andra storskaliga verk, Tolv stationer, det första verk där han använde sig av inspelade akustiska ljud, i motsats till tidigare kompositioner som var baserade på syntetiskt ljudmaterial. Denna komposition, som omfattar en speltid på sex timmar, avslutades först 2001, men redan 1984 uruppfördes de första delarna i Kulturhuset i Stockholm.
Mellan 1980 och 2005 komponerade han en serie av åtta elektroakustiska verk, vart och ett med titeln Orgelstycke, baserade framförallt på ljud från hans huvudinstrument orgeln jämte bland annat röster, cittra och preparerat piano. Rózmanns tredje komposition av episk längd, Rytmer och melodier, avslutades 1987 och uruppfördes i Berwaldhallen 1988. År 1997 avslutade han ett av sina mest koncentrerade verk, De två, med tre instrument.
I januari 2005 fullbordade han sitt sista verk, Det gråa blocket, Orgelstycke nr III/a, som går tillbaka på idéer från 1980-talet. I februari 2005 fick han uppleva ett av sina största konsertframföranden. Under fem på varandra följande eftermiddagar i Tyska kyrkan framfördes i samband med Stockholm New Music Festival hans väldiga Gloria-cykel, komponerad 1989–2004. Den inleddes av Orgelstycke nr IV (Kyrie eleison), allt under samlingsnamnet Mässa. Hela verket tog sammanlagt ungefär sju timmar att framföra.

## Priser och utmärkelser
- 1976 – Tredje pris i Bourges Concours International de Musique Électroacoustique
- 1992 – Rosenbergpriset
- 2003 – Statlig inkomstgaranti för konstnärer

## Verk

### Elektroakustisk musik
- Impulsion I.II,III (1971)
- Impulsion I.II,III , IV (1971–74)
- Bilder inför drömmen och döden (1974–77, rev. 2002)
- Orgelstycke 1980 (1980)
- Rytmer och melodier: Elektroakustisk komposition i 3 delar (rev) 1987 / rev. 1996
- Skräcken (1988–1989)
- Amen, amen (1997)
- Orgelstycke nr 8 T-M-11 (1995–1996)
- Orgelstycke nr 4 (1988–1989)
- Orgelstycke nr 5: Gloria (1991)
- Klagovisor (1988/1991)
- Dörr med tårar (1988–1989)
- De osynliga trådarna, del I–IV (1983/1989)
- Trumpetmusette (1993–1994)
- De två, med tre instrument (1996–1997)
- Krypta med bord och stolar (1989–1990)
- Orgelstycke nr 6: Nocturne i silver och dans (1991)

### Kammarmusik och tonband
- Kulor, några studier framför helvetets portar och sorgetoner (1981–1984)
- De osynliga trådarna (1983/1989)

### Verk använda av koreografer
- Amen, amen (1998) dansgruppen Räserbyrån Fylkingen

### Kammarmusik
- 5 pezzi per flauto, clarinetto e fagotto (1963/1975)
- Identiteter (1967–72) för piano
- A mulas enekei: Meditation (1970) för röst och piano

### Diskografi
- Bilder inför drömmen och döden (1974–77) Phono Suecia PS 27, 1986
- Bilder inför drömmen och döden (1974–77) Phono Suecia PSCD27, 1990
- 12 stationer VI / Dörr med tårar () Ideologic Organ / MEGO Edition SOMA 007 2012
- Bilder inför drömmen och döden (1974–77) Ideologic Organ / MEGO Edition SOMA 016

## Ákos Rózmann i arkiven
Scenkonstmuseet mottog 2005 en donation av komplett studio inventarienummer X5627. Studion består av en mängd synthesizers, datorer, musikprogram, mixerbord, effektprocessorer med mera. Musik- och teaterbiblioteket har en omfattande samling arkivmaterial.